# آغچه‌کهل زمانی
آغچه‌کهل زمانی یکی از روستاهای استان آذربایجان شرقی است که در دهستان اوجان شرقی بخش تیکمه‌داش شهرستان بستان‌آباد واقع شده‌است. کهل یا کؤهول در زبان ترکی به معنی غار می باشد.این روستا ۱۱۹ نفر جمعیت دارد.